# یواس‌اس پاترول شماره ۷ (اس‌پی-۳۱)
یواس‌اس پاترول شماره ۷ (اس‌پی-۳۱) (به انگلیسی: USS Patrol No. 7 (SP-31)) یک کشتی بود که طول آن ۳۹ فوت ۱۰ اینچ (۱۲٫۱۴ متر) بود. این کشتی  در سال ۱۹۱۶ ساخته شد.